# Psittiparus
Psittiparus és un gènere d'ocells de la família dels paradoxornítids (Paradoxornithidae), tot i que sovint encara se'l troba classificat amb els sílvids (Sylviidae).

## Taxonomia
El gènere va ser establert per Carl Eduard Hellmayr el 1903. Tanmateix, els seus membres anteriorment es classificaven en el gènere Paradoxornis i Psittiparus no fou recuperat fins al 2009. Aleshores estava a la família dels sílvids (Sylviidae). Però el Congrés Ornitològic Internacional, en la seva llista mundial d'ocells (versió 10.2, 2020) el transferí finalment a la família dels paradoxornítids (Paradoxornithidae). Tanmateix, el Handook of the Birds of the World i la quarta versió de la BirdLife International Checklist of the birds of the world (Desembre 2019), aquest tàxon apareix classificat encara dins de la família dels sílvids.
Segons la Classificació del Congrés Ornitològic Internacional (versió 11.1, 2021) aquest gènere conté 4 espècies:
- Psittiparus bakeri - Paradoxornis cap-roig.
- Psittiparus gularis - Paradoxornis de capell gris.
- Psittiparus margaritae - Paradoxornis de capell negre.
- Psittiparus ruficeps - Paradoxornis gorjablanc.